# Canton de Calais-3
Le canton de Calais-3 est une circonscription électorale française du département du Pas-de-Calais.

## Histoire
Un nouveau découpage territorial du Pas-de-Calais entre en vigueur à l'occasion des premières élections départementales suivant le décret du 24 février 2014. Les conseillers départementaux sont, à compter de ces élections, élus au scrutin majoritaire binominal mixte. Les électeurs de chaque canton élisent au Conseil départemental, nouvelle appellation du Conseil général, deux membres de sexe différent, qui se présentent en binôme de candidats. Les conseillers départementaux sont élus pour 6 ans au scrutin binominal majoritaire à deux tours, l'accès au second tour nécessitant 12,5 % des inscrits au 1er tour. En outre la totalité des conseillers départementaux est renouvelée. Ce nouveau mode de scrutin nécessite un redécoupage des cantons dont le nombre est divisé par deux avec arrondi à l'unité impaire supérieure si ce nombre n'est pas entier impair, assorti de conditions de seuils minimaux. Dans le Pas-de-Calais, le nombre de cantons passe ainsi de 77 à 39.
Le canton de Calais-3 est formé d'une fraction de la commune de Calais. Il est entièrement inclus dans l'arrondissement de Calais. Le bureau centralisateur est situé à Calais.

## Représentation
| Période élective | Période élective | Mandat | Mandat   | Identité            | Nuance | Nuance | Qualité                                   |
| ---------------- | ---------------- | ------ | -------- | ------------------- | ------ | ------ | ----------------------------------------- |
| 2015             | 2021             | 2015   | 2021     | Stéphanie Guiselain |        | UDI    | Conseillère municipale de Calais          |
| 2015             | 2021             | 2015   | 2021     | Philippe Mignonet   |        | DVD    | Chef d'entreprise Maire-adjoint de Calais |
| 2021             | 2028             | 2021   | en cours | Stéphanie Guiselain |        | UDI    | Conseillère sortante                      |
| 2021             | 2028             | 2021   | en cours | Philippe Mignonet   |        | DVD    | Conseiller sortant                        |

### Résultats détaillés

#### Élections de mars 2015
À l'issue du 1er tour des élections départementales de 2015, deux binômes sont en ballottage : Martine Boucher et Jean-Jacques Vernalde (FN, 39,17 %) et Stéphanie Guiselain et Philippe Mignonet (Union de la Droite, 25,85 %). Le taux de participation est de 39,09 % (11 096 votants sur 28 388 inscrits) contre 51,81 % au niveau départemental et 50,17 % au niveau national.
Au second tour, Stéphanie Guiselain et Philippe Mignonet (Union de la Droite) sont élus avec 50,55 % des suffrages exprimés et un taux de participation de 39,32 % (5 053 voix pour 11 162 votants et 28 390 inscrits).
Philippe Mignonet a quitté LR.

#### Élections de juin 2021
Le premier tour des élections départementales de 2021 est marqué par un très faible taux de participation (33,26 % au niveau national). Dans le canton de Calais-3, ce taux de participation est de 25,01 % (7 182 votants sur 28 713 inscrits) contre 35,19 % au niveau départemental. À l'issue de ce premier tour, deux binômes sont en ballottage : Stéphanie Guiselain et Philippe Mignonet (DVD, 45,6 %) et Martine Boucher et Marc de Fleurian (RN, 29,51 %).
Le second tour des élections est marqué une nouvelle fois par une abstention massive équivalente au premier tour. Les taux de participation sont de 34,36 % au niveau national, 34,96 % dans le département et 25,64 % dans le canton de Calais-3. Stéphanie Guiselain et Philippe Mignonet (DVD) sont élus avec 64,73 % des suffrages exprimés (4 370 voix pour 7 366 votants et 28 723 inscrits),,.

## Composition
Le canton de Calais-3 comprend la partie de la commune de Calais non incluse dans les cantons de Calais-1 et de Calais-2.
| Nom                            | Code Insee | Intercommunalité               | Superficie (km2) | Population (dernière pop. légale)                | Densité (hab./km2) | Modifier                                    |
| ------------------------------ | ---------- | ------------------------------ | ---------------- | ------------------------------------------------ | ------------------ | ------------------------------------------- |
| Calais (bureau centralisateur) | 62193      | CA Grand Calais Terres et Mers | 33,50            | Fraction : 38 300 (2022) Commune : 67 585 (2022) | 2 017              | modifier les données · modifier les données |
| Canton de Calais-3             | 6220       |                                |                  | 38 300 (2022)                                    |                    | modifier les données                        |

## Démographie
En 2022, le canton comptait 38 300 habitants, en évolution de −13,71 % par rapport à 2016 (Pas-de-Calais : −0,72 %, France hors Mayotte : +2,11 %).
| 2013   | 2018   | 2022   |
| ------ | ------ | ------ |
| 40 284 | 43 451 | 38 300 |